# Cinco Categorías Rojas
La Cinco Categorías Rojas (en chino tradicional, 紅五類; en chino simplificado, 红五类; pinyin, hóng wǔ lèi) se refería a las siguientes cinco identidades políticas:
- Campesinos pobres y de clase media baja (en chino: 贫下中农)
- Trabajadores (en chino: 工人)
- Soldados revolucionarios (en chino: 革命军人) dentro del Ejército Popular de Liberación (EPL)
- Cuadros revolucionarios (en chino: 革命干部)
- Mártires de la Revolución (en chino: 革命烈士), que incluyen familiares inmediatos, hijos, nietos y parientes de miembros fallecidos del Partido Comunista de China o personal del EPL que murieron en una acción militar.

La frase se usó en la Revolución Cultural China. A diferencia de los miembros de las "Cinco Categorías Negras", los miembros de las "Cinco Categorías Rojas" eran las clases sociales favorecidas por el Partido Comunista de China y disfrutaban de beneficios sociales.